# Одер
Одер (дан. Odder) је град у Данској, у средишњем делу државе. Град је у оквиру покрајине Средишње Данске, где са околним насељима чини једну од општина, Општину Одер.

## Природни услови
Одер се налази у средишњем делу Данске. Од главног града Копенхагена, град је удаљен 300 километара западно. Најближи значајнији град је Орхус, 22 километара северно од Одера. Одер је суштински предграђе Орхуса.
Град Одер се налази у источном делу данског полуострва Јиланд, близу обале Северног мора. Подручје око града је бреговито. Надморска висина града креће се од 5 до 55 метара.

## Историја
Подручје Одера било је насељено још у доба праисторије. Данашње насеље јавља се средином средњег века.
Насеље споро развијало, па је све до краја 19. века то било малено насеље.
И поред петогодишње окупације Данске (1940-45.) од стране Трећег рајха Одер и његово становништво нису много страдали.

## Становништво
Одер је 2010. године имао око 11 хиљада у градским границама и око 22 хиљаде са околним насељима.

## Збирка
- Главни трг Одера
- Црква у Одеру
- Градски музеј